# Исаия Отшельник
Исаия Отшельник (Исаия Скитский, Исаия Нитрийский, Исаия Великий; вторая половина V века — первая половина VI века) — аскет, церковный писатель, авва, святой Православной церкви, прославленный в лике преподобного. Его память совершается в Соборе всех преподобных в Сырную субботу.

## Жизнеописание
Исаия родился в Египте в бедной семье. Он получил образование в основном из чтения Священного Писания. Жизнь Исаия проводил в Скитской пустыни в Нижнем Египте где поселился около 431 года.
В начале своего монашеского пути Исаия пользовался наставления преподобного Пимена Великого и включил ряд его изречений в свои сочинения.
Исаия Отшельник был крайне смирен и имел дар благодатного плача. Современные ему монахи почитали подвижника и пользовались его наставлениями. Тогдашний Александрийский патриарх также был знаком с аввой Исаией и считал его праведником.
На закате жизни Исаия подвизался в полном отшельничестве, за что и получил своё прозвание.
Обширная глава посвящена Исаие Отшельнику в "Отечнике" святителя Игнатия Брянчанинова.

## Творения
Исаия Отшельник сочетал отшельничество с плодотворной церковно-литературной деятельностью. Характер же его сочинений был аскетическим. Язык оригинала — египетский. Значительная часть сочинений Исаии утрачена. Собрание известных его произведений объединяет в себе:
- неполный свод аскетических слов, изречений;
- правила для новоначальных иноков;
- главы о подвижничестве и безмолвии.

Исаия стал автором написанного по-гречески важнейшего аскетического собрания речений — «Слова подвижнические», или «Аскетикон» (᾿Ασκητικόν). Этот сборник высказываний Исаии без тематической последовательности записал кто-то из его учеников. «Аскетикон» был особенно популярен в среде восточного христианского монашества и он сохранился во многих переводах на сирийском (VI в.), коптском (VI в.), эфиопском (VIII в., перевод с коптского), армянском (VIII в.), арабском и грузинском (сохранились только наставления 3, 7, 23, 27) языках.
На христианском Западе «Аскетикон» практически не был известен. Лишь в средневековой Испании использовался сокращенный латинский компендий из него (на основе арабской версии). Полный же перевод «Аскетикона» на латынь был сделан уже для его первого печатного издания (Венеция, 1558).
Позднее часть слов Исаии вошли в сборник духовных поучений «Благоделатель» («Евергетин», или «Свод богоглаголивых речений и учений богоносных и святых отцов...»), составленный в XI веке константинопольским монахом Павлом Евергетинским.
Также выдержки из свода наставлений Исаии вошли в духовный сборник «Добротолюбие». В его в первом томе содержатся 27 глав «О хранении ума» Исаии Отшельника. В таком виде слова Исаии позднее попали и в его славянскую версию.
Исаии Скитскому иногда ошибочно приписывают ещё одно сочинение — «Митерикон: Собрание наставлений аввы Исаии всечестной инокине Феодоре». Однако это произведение написал намного позже ромейский монах, также авва Исаия (XII—XIII вв.), предположительно для Феодоры Ангелины, дочери императора Исаака II Ангела, принявшей после смерти отца монашеский постриг.